# (4974) Elford
(4974) Elford (1990 LA) – planetoida z grupy pasa głównego asteroid okrążająca Słońce w ciągu 4,21 lat w średniej odległości 2,61 j.a. Odkryta 14 czerwca 1990 roku.